# Bedford (Texas)
Bedford ist eine Stadt im Tarrant County im US-Bundesstaat Texas und gehört zum Dallas-Fort-Worth-Metroplex. Das U.S. Census Bureau hat bei der Volkszählung 2020 eine Einwohnerzahl von 49.928 ermittelt.

## Geographie
Die Stadt liegt etwa 20 km nördlich des von Ost nach West verlaufenden US Highway 30 im Nordosten von Texas, ist etwa 120 km von Oklahoma entfernt und hat eine Gesamtfläche von 25,9 km², wovon 0,3 km² Wasserfläche sind. Die Entfernung zu dem im Osten liegenden Dallas beträgt ca. 40 km und der Dallas/Fort Worth International Airport ist etwa 14 km entfernt.

## Geschichte
Die ersten Siedler kamen 1840 in dieses Gebiet. Milton Moore aus North Carolina eröffnete 1861 in seinem Blockhaus die erste Schule mit rund einem Dutzend Schüler. Die Siedlung wurde 1870 gegründet, nachdem Weldon Bodo aus Tennessee hierher kam und einen Gemischtwarenladen eröffnete sowie eine Mühle für die in der Umgebung siedelnden Farmer. Bodo und eine Reihe der Farmer einigten sich auf den Namen Bedford für die Ansiedlung, nach der gleichnamigen Stadt in Tennessee, woher einige der Siedler gekommen waren.
1874 wurde von Bodo, Moore und einigen anderen die New Hope Christian Church gegründet und 1877 das erste Postbüro im Haus von Bodo eingerichtet. 1882 wurde das Bedford College gegründet, eine Kombination von High School und Junior College. Ab dieser Zeit war der Ort eine aufstrebende und gleichmäßig wachsende Stadt mit etwa 2000 Einwohnern zur Jahrhundertwende.
Kurz nach 1900 endete der Aufwärtstrend der Stadt. 1901 verlegte die Dallas-Fort Worth Interurban Railroad ihre Gleise südlich des Trinity River. Auch der US Highway 80 wurde auf der anderen Seite des Flusses gebaut, womit Bedford vom Durchreiseverkehr abgeschnitten war. 1903 wurden auch die Gleise der Rock Island Railroad an der Stadt vorbei verlegt und die Einwohner und Geschäftsinhaber wanderten langsam ab. Das Postbüro wurde 1909 geschlossen. Um 1940 war die Bevölkerung auf 80 Einwohner gesunken.
Anfang der 1940er Jahre erbaute die Regierung, bedingt durch den Beginn des Zweiten Weltkriegs, in der Nähe eine Militärbasis und mehrere Verteidigungsstellungen, wodurch die Einwohnerzahl in kürzester Zeit wieder auf 400 anstieg. Zwischen 1955 und 1960 wuchs die Stadt flächenmäßig um das Fünffache und die Einwohnerzahl stieg in dieser Zeit auf 2.700 an.
1970 hatte die Stadt bereits mehr als 10.000 Einwohner und 1974 wurde aus der alten Boys Ranch der größte Park der Stadt. Ein Industriepark, mehrere Einkaufszentren und Restaurants öffneten und die Stadt wurde durch die Nähe zum Dallas-Fort Worth International Airport zum beliebten Wohnort und zum Industriestandort für die Zulieferindustrie des Flughafens. 1980 war die Zahl der Einwohner auf 20.800 und der Geschäfte auf rund 400 gestiegen. 1990 betrug die Einwohnerzahl 44.000. Die alte Schule von Bedford wurde restauriert und im Sommer 1996 als Museum mit Besucherzentrum und Tagungsräumen wieder eröffnet. Im Jahr 2000 gab es 1.798 Geschäfte.
Am 31. Dezember 1997 nahm der christliche Fernsehsender Daystar Television Network seinen Sendebetrieb auf; mittlerweile ist der Sender, dessen Hauptsitz weiterhin Bedford ist, der weltweite zweitgrößte christliche Fernsehsender.

## Demographische Daten
Nach der Volkszählung im Jahr 2000 lebten hier 47.152 Menschen in 20.251 Haushalten und 12.515 Familien. Die Bevölkerungsdichte betrug 1.820,5 Einwohner pro km². Ethnisch betrachtet setzt sich die Bevölkerung zusammen aus 87,63 % weißer Bevölkerung, 3,65 % Afroamerikanern, 0,51 % amerikanischen Ureinwohnern, 3,62 % Asiaten, 0,25 % Bewohnern aus dem pazifischen Inselraum und 2,44 % aus anderen ethnischen Gruppen. Etwa 1,89 % stammen von zwei oder mehr Rassen ab und 7,22 % der Bevölkerung sind Spanier oder Lateinamerikaner.
Von den 20.251 Haushalten hatten 29,0 % Kinder unter 18 Jahren, die im Haushalt lebten. 49,8 % davon waren verheiratete, zusammenlebende Paare. 8,8 % waren allein erziehende Mütter und 38,2 % waren keine Familien. 31,6 % aller Haushalte waren Singlehaushalte und in 5,5 % lebten Menschen, die 65 Jahre oder älter waren. Die Durchschnittshaushaltsgröße betrug 2,30 und die durchschnittliche Größe einer Familie 2,93 Personen.
22,5 % der Bevölkerung waren unter 18 Jahre alt, 9,7 % von 18 bis 24, 32,9 % von 25 bis 44, 26,1 % von 45 bis 64, und 8,7 % die 65 Jahre oder älter waren. Das Durchschnittsalter war 36 Jahre. Auf 100 weibliche Personen aller Altersgruppen kamen 93,0 männliche Personen. Auf 100 Frauen im Alter von 18 Jahren und darüber kamen 91,1 Männer.
Das jährliche Durchschnittseinkommen eines Haushalts betrug 54.436 USD, das Durchschnittseinkommen einer Familie 71.017 USD. Männer hatten ein Durchschnittseinkommen von 45.938 USD gegenüber den Frauen mit 33.012 USD. Das Prokopfeinkommen betrug 29.466 USD. 3,7 % der Bevölkerung und 2,4 % der Familien lebten unterhalb der Armutsgrenze. Davon waren 4,2 % Kinder und Jugendliche unter 18 Jahren und 5,6 % waren 65 oder älter.

## Kriminalität
Die Kriminalitätsrate hat einen Index von 280,6 Punkten. (Vergl. US-Landesdurchschnitt: 329,7 Punkte)

2003 gab es 0 Morde, 28 Vergewaltigungen, 39 Raubüberfälle, 72 tätliche Angriffe auf Personen, 325 Einbrüche, 1443 Diebstähle und 182 Autodiebstähle.

## Söhne und Töchter der Stadt
- Colten Moore (* 1989), Quad- und Schneemobilfahrer
- Jenna Boyd (* 1993), Schauspielerin
- Cayden Boyd (* 1994), Schauspieler
- Myles Turner (* 1996), Basketballspieler
- Kyler Murray (* 1997), American-Football-Spieler